# Eupanacra poulardi
Eupanacra poulardi är en fjärilsart som beskrevs av Jean-Marie Cadiou och Holloway 1989. Eupanacra poulardi ingår i släktet Eupanacra och familjen svärmare. Inga underarter finns listade i Catalogue of Life.